# Chavannes-sur-Reyssouze
Chavannes-sur-Reyssouze és un municipi francès situat al departament de l'Ain i a la regió d'Alvèrnia-Roine-Alps. L'any 2007 tenia 658 habitants.

## Demografia

### Població
El 2007 la població de fet de Chavannes-sur-Reyssouze era de 658 persones. Hi havia 272 famílies de les quals 67 eren unipersonals (47 homes vivint sols i 20 dones vivint soles), 110 parelles sense fills i 95 parelles amb fills.
La població ha evolucionat segons el següent gràfic:
Habitants censats

### Habitatges
El 2007 hi havia 332 habitatges, 276 eren l'habitatge principal de la família, 27 eren segones residències i 28 estaven desocupats. 317 eren cases i 14 eren apartaments. Dels 276 habitatges principals, 228 estaven ocupats pels seus propietaris, 38 estaven llogats i ocupats pels llogaters i 10 estaven cedits a títol gratuït; 13 tenien dues cambres, 35 en tenien tres, 95 en tenien quatre i 133 en tenien cinc o més. 183 habitatges disposaven pel capbaix d'una plaça de pàrquing. A 111 habitatges hi havia un automòbil i a 140 n'hi havia dos o més.

### Piràmide de població
La piràmide de població per edats i sexe el 2009 era:
| Homes | Edats   | Dones |
| ----- | ------- | ----- |
| 0     | 95 o +  | 0     |
| 4     | 90 a 94 | 8     |
| 4     | 85 a 89 | 8     |
| 8     | 80 a 84 | 4     |
| 12    | 75 a 79 | 4     |
| 28    | 70 a 74 | 24    |
| 4     | 65 a 69 | 12    |
| 16    | 60 a 64 | 8     |
| 20    | 55 a 59 | 24    |
| 20    | 50 a 54 | 20    |
| 8     | 45 a 49 | 12    |
| 32    | 40 a 44 | 24    |
| 20    | 35 a 39 | 24    |
| 36    | 30 a 34 | 28    |
| 20    | 25 a 29 | 16    |
| 4     | 20 a 24 | 4     |
| 12    | 15 a 19 | 24    |
| 36    | 10 a 14 | 8     |
| 20    | 5 a 9   | 20    |
| 16    | 0 a 4   | 24    |

## Economia
El 2007 la població en edat de treballar era de 414 persones, 317 eren actives i 97 eren inactives. De les 317 persones actives 307 estaven ocupades (172 homes i 135 dones) i 11 estaven aturades (5 homes i 6 dones). De les 97 persones inactives 32 estaven jubilades, 35 estaven estudiant i 30 estaven classificades com a «altres inactius».

### Ingressos
El 2009 a Chavannes-sur-Reyssouze hi havia 288 unitats fiscals que integraven 695,5 persones, la mediana anual d'ingressos fiscals per persona era de 17.517 €.

### Activitats econòmiques
Dels 18 establiments que hi havia el 2007, 1 era d'una empresa alimentària, 3 d'empreses de fabricació d'altres productes industrials, 2 d'empreses de construcció, 1 d'una empresa de comerç i reparació d'automòbils, 1 d'una empresa de transport, 6 d'empreses d'hostatgeria i restauració, 1 d'una empresa de serveis, 1 d'una entitat de l'administració pública i 2 d'empreses classificades com a «altres activitats de serveis».
Dels 4 establiments de servei als particulars que hi havia el 2009, 1 era un paleta, 1 guixaire pintor, 1 perruqueria i 1 restaurant.
L'any 2000 a Chavannes-sur-Reyssouze hi havia 24 explotacions agrícoles que ocupaven un total de 1.215 hectàrees.

## Equipaments sanitaris i escolars
El 2009 hi havia una escola elemental integrada dins d'un grup escolar amb les comunes properes formant una escola dispersa.

## Poblacions més properes
El següent diagrama mostra les poblacions més properes.